# SV Zweckel
Der SV Zweckel ist ein im Jahr 1923 gegründeter Fußballverein aus dem Gladbecker Stadtteil Zweckel. Die Vereinsfarben sind schwarz-grün.
Derzeit tritt die erste Mannschaft in der Bezirksliga (Staffel 09, Westfalen) unter Leitung von Cheftrainer Marc Bahl an.

## Geschichte
Im Jahr 1923 wurde der Spielverein Zweckel gegründet. Zwei Jahre später wurde die Leichtathletikabteilung in den Verein aufgenommen. Im Jahr 1929 musste der SV Zweckel mit den Vereinen BV Rentfort, SuS Gladbeck und SpVg Schwarz/Gelb Gladbeck gegen seinen Willen einen Gesamtverein bilden. Zu diesem Zeitpunkt spielte die erste Fußballmannschaft in der höchsten Spielklasse. Nur drei Jahre nach der Fusion wurde eine Neugründung des Vereins vollzogen und er in der untersten Spielklasse starten. Nach zwei Aufstiegen in Folge brach der Zweite Weltkrieg aus und der Spielbetrieb kam 1938 zum Erliegen. Als der Spielbetrieb 1943 wieder aufgenommen wurde und der nächste Aufstieg erreicht wurde, musste der Spielbetrieb kriegsbedingt erneut pausieren. Mit der Anordnung, das alle Vereine in der britischen Besatzungszone aufgelöst werden sollten, kam der Spielbetrieb wieder ins Stocken. Ein Jahr später wurde die Anordnung wieder aufgehoben und eine Neubildung des Vereins konnte stattfinden.
Der SV Zweckel startete nach der Neubildung 1949 wieder in der Bezirksklasse. Nach drei Stadtmeisterschaften in Folge errang der Verein im Jahr 1953 den Aufstieg in die Landesliga Westfalen. Im Jahr darauf konnte der Verein als Neuling den fünften Platz erreichen und schlug den späteren Landesligameister TSV Marl-Hüls in beiden Spielen. In der zweiten Saison stieg der Verein wieder in die Bezirksklasse ab. Es dauerte bis zum Jahr 1965, bis die Mannschaft aus der Bezirksklasse wieder in die Landesliga aufstieg und nach drei Jahren erneut absteigen musste. In der Saison 1968/69 wurde der direkte Wiederaufstieg geschafft und man konnte bis in die Spielzeit 1975/76 in der Landesliga verweilen. Danach spielte man die meiste Zeit in der Bezirksliga, von 1993 bis 2000 sogar nur in der Kreisliga A.
Seit dem Aufstieg 2009 spielte die erste Fußballmannschaft wieder in der Landesliga Westfalen, wo man sich als Neuling in den ersten beiden Jahren mit den Plätzen drei & vier etablierte. Unter dem damaligen Trainer Günter Appelt gelang 2012 der Aufstieg in die Westfalenliga, dem ein Jahr später der Durchmarsch in die Oberliga Westfalen folgte. Dort entging die Mannschaft zwei Jahre in Folge nur knapp dem Abstieg. In der Saison 2014/15 wurde der SVZ nach einem 3:1-Sieg über den SC Roland Beckum und der gleichzeitigen 2:4-Niederlage von Konkurrent Westfalia Herne beim ASC 09 Dortmund Vorletzter. Der SV Zweckel blieb Oberligist, weil der VfB Hüls seine Mannschaft freiwillig in die Bezirksliga zurückzog. Ein Jahr später stieg die Mannschaft als Tabellenletzter ab und wurde in der folgenden Westfalenligasaison 2016/17 bis in die Landesliga durchgereicht.
Am 1. Oktober 2017 konnte die 1. Mannschaft des SV Zweckel nach über einem Jahr wieder ein Meisterschaftsspiel gewinnen, als die Mannschaft mit 3:2 bei Schwarz-Weiß Wattenscheid 08 gewann. Der letzte Sieg in einem Meisterschaftsspiel stammte zuvor vom 6. Spieltag der Westfalenligasaison 2016/17, als man das Heimspiel gegen Preußen Münster II am 18. September 2016 mit 3:0 gewann. In der Landesligasaison 2017/18 wurde man nach 32 Spieltagen mit 13 Punkten und einem Torverhältnis von 29:113 dennoch Tabellenletzter und es erfolgte der nächste Abstieg in die Bezirksliga.
Auch in der Bezirksliga kämpfte der SV Zweckel in den folgenden Jahren um den Klassenverbleib. In der Saison 2018/19 konnte der SV Zweckel den Klassenerhalt erst am letzten Spieltag durch ein Tor in der Nachspielzeit sichern, die beiden folgenden Saisons wurden wegen Covid-19 abgebrochen. In der Saison 2021/22 kam dann der sportliche Abstieg in die Kreisliga A. Dieser wurde jedoch am grünen Tisch annulliert, der SV Zweckel verblieb in der Bezirksliga. In der Saison 2022/23 wurde am letzten Spieltag verloren, nur aufgrund Schützenhilfe verblieb man in der Bezirksliga. In der Saison 2023/24 gelang der Klassenerhalt erst am drittletzten Spieltag. 

## Stadion
Die Stadt kaufte im Jahr 1932 von der Bergwerksgesellschaft Hibernia AG die Sportanlage Kampfbahn Dorstener Straße, die auch bis heute Spielort der Heimspiele ist. Seit September 2024 verfügt die Spielstätte über ein modernes Kunstrasenfeld und einen kleinen Nebenplatz als Naturrasenfläche. Bei der Eröffnung wurde die Anlage in Ulrich-Simon-Arena nach dem verstorbenen Ehrenvorsitzenden des Vereins umbenannt.

## Persönlichkeiten
- Kathrin Heimann
- Paul Matzkowski
- Sebastian Mützel
- Josefine Osigus
- Miguel Pereira
- Lothar Pfahl
- Gerhard Prokop
- Friedhelm Strzelczyk
- Sebastian Tiszai